# Rhinoligia biocellata
Rhinoligia biocellata is een vlinder uit de familie van de spanners (Geometridae). De wetenschappelijke naam van de soort is voor het eerst geldig gepubliceerd in 1874 door Felder & Rogenhofer.